# Hut (Einheit)
Ein Hut Salz war eine Handelsform, nach der raffiniertes Meersalz gehandelt wurde. Die Form soll der des typischen Zuckerhutes ähnlich gewesen sein. Neben der Siedepfanne standen mehrere kegelstumpfförmige Holzbehälter zur Salzaufnahme, die dem Maß den Namen gab. Das Maß war vom geltenden Maß Malter abhängig, war aber nicht immer mit dem „Getreidemalter“ gleich. Aber 128 Liter kann als Orientierung für ein Malter angenommen werden. 
In Bingen hatte
- 1 Hut = 172 Pfund
- 1 Hut = 206 Pfund in den Salinen Bad Nauheim, Bad Salzhausen, Theodorshalle bei Bad Kreuznach und Ludwigshall[1]
- 1 Hut = 336 Pfund in Saline Orb

Die Maßkette war
- 1 Hut = 2 Sack = 2 Malter = 8 Viernzel = 16 Simmer = 64 Immel = 256 Seßling/Mäßlein
- 1 Hundert (Salz) = 108 Hut = 216 Sack

Das Maß ist schon seit dem 15. Jahrhundert nachweisbar. Es war neben Malter, Scheibe und Sack ein Maß für den Großhandel.
Der Preis war zum Beispiel im Jahr 1670 für einen Kölner Hut Salz in Heidelberg 12 Reichstaler.